# Ametropia
Ametropia, também conhecido como erro refrativo, é um defeito de visão decorrente da focalização inadequada da luz que chega à retina. Os tipos mais comuns de ametropia são a miopia, a hipermetropia, o astigmatismo e a presbiopia. Na miopia, a imagem visual não é focada diretamente na retina, mas à frente dela, o que faz com que os objetos vistos à distância pareçam desfocados; na hipermetropia, a imagem é focada atrás da retina, causando dificuldades para visualização de objetos próximos com nitidez; no astigmatismo, os objetos visualizados parecem ter aspecto alongado ou desfocado e a presbiopia causa dificuldade de focalização de objetos próximos, especialmente sob pouca luz. Outros sintomas podem incluir visão dupla, dores de cabeça e fadiga ocular. O princípio dos erros refrativos é baseado nas leis da reflexão de raios por uma lente esférica.
A miopia ocorre porque o globo ocular é mais alongado ou o cristalino tem uma distância focal curta, ao contrário da hipermetropia, onde o globo ocular possui menor comprimento ou a córnea ou cristalino possuem uma menor curvatura. No astigmatismo, existe uma irregularidade na córnea ou no cristalino, que distorce a visão por causa das diferentes profundidades de foco. Já a presbiopia está diretamente relacionada ao processo de envelhecimento do cristalino. Alguns desses erros refrativos podem ser herdados dos pais e o diagnóstico é feito por exame oftalmológico.
As ametropias são corrigidas com o uso de óculos ou lentes de contato ou com cirurgia. Os óculos são o método mais fácil e seguro de correção. As lentes de contato podem fornecer um campo de visão mais amplo, mas seu uso está associado ao risco de infecção. A cirurgia refrativa altera permanentemente o formato da córnea.
A Organização Mundial da Saúde estima que cerca de 153 milhões de pessoas no mundo sofrem de algum tipo de ametropia. Para outros autores, este número pode chegar a 2 bilhões. No Brasil, as ametropias afetam cerca de 4 milhões de pessoas. A miopia é o distúrbio mais comum, sendo que em adultos, sua incidência varia entre 15 e 49%, enquanto as taxas entre as crianças estão entre 1,2 e 42%.  A hipermetropia ocorre mais comumente em crianças e idosos e a presbiopia atinge em sua maioria indivíduos com mais de 35 anos. O número de pessoas com ametropias não corrigidas foi estimado em 2013 em 660 milhões. Desses, 9,5 milhões ficaram cegos em decorrência do não tratamento. Representam uma das causas mais comuns de perda da visão, juntamente com a catarata, a degeneração macular e a hipovitaminose A.